# Вавр
Вавр (фр. Wavre, нидерл. Waver, валлон. Wåve) — город в Бельгии, на реке Диль, на бывшем почтовом тракте из Намюра в Брюссель.

## История
Город известен по упорному бою, происходившему около него 18 и 19 июня (нового стиля) 1815 года между французами, под начальством маршала Груши, и прусским корпусом генерала Тильмана. Победа, одержанная здесь французами, была бесплодна, так как одновременно с нею сам Наполеон был разбит при Ватерлоо.